# Route nationale 425a
La route nationale française 425a ou RN 425a était une très courte route nationale française reliant Mittelbergheim à la RN 422 pour éviter Barr. 

À la suite de la réforme de 1972, la RN 425a a été déclassée en RD 62.